# XII округ (Будимпешта)
XII округ (мађ. XII. kerület) или Хеђвидек (мађ. Hegyvidék) је један од 23 округа Будимпеште.